# Res publica
För andra betydelser, se Res publica (olika betydelser).
Res publica, från latin för i folkets intresse var de antika romarnas benämning på staten, och har lett till termen republik. Varje romersk medborgare (cives) hade sin bestämda uppgift att fylla.